# Magnolia nilagirica
Magnolia nilagirica este o specie de plante din genul Magnolia, familia Magnoliaceae. A fost descrisă pentru prima dată de Jonathan Carl Zenker, și a primit numele actual de la Richard B. Figlar. Conform Catalogue of Life specia Magnolia nilagirica nu are subspecii cunoscute.